# Кутателадзе, Самсон Семёнович
Самсо́н Семёнович Кутатела́дзе (18 (31) июля 1914, близ Санкт-Петербурга — 20 марта 1986, Москва) — советский физик и педагог, специалист в области теплофизики, гидродинамики газожидкостных систем, проблем энергетики. Академик АН СССР.
Самсон Кутателадзе — основатель одной из ведущих научных школ по теплофизике и гидродинамике. Член редколлегии ряда советских и международных научных журналов. Всего С. С. Кутателадзе было написано 20 монографий и почти 300 статей; более 60 его учеников стали кандидатами, более 30 — докторами наук.

## Биография
Самсон Семёнович Кутателадзе родился в 1914 году близ Санкт-Петербурга[уточнить]. Его отец был офицером и имел права дворянства[уточнить]. Родители Самсона развелись, когда он был ребёнком, и он воспитывался матерью, Александрой Владимировной, акушеркой. В 1932 году, не имея специального образования, поступил на работу в Центральный котлотурбинный институт имени И. И. Ползунова в Ленинграде.
С 1934 по 1938 годы учился в Ленинградском политехническом институте, тогда называвшимся Ленинградским Индустриальным (дважды отчислялся как «социально чуждый»). В 1938 году написал монографию «Основы теории теплообмена при изменении агрегатного состояния вещества», впервые осветив данную тему.
С января 1941 по август 1945 участвовал в Великой Отечественной войне — служил в морской пехоте в Мурманске. Во время десанта в тыл врага получил тяжёлое ранение. В 1943 году вступил в ВКП(б).
В 1950 году окончил (ради формального обретения диплома о высшем образования) Центральный заочный котлотурбинный институт.
В 1950 году защищает кандидатскую, а в 1952 году — докторскую диссертации. Темы работ — «анализ гидродинамической устойчивости существования различных режимов течения газожидкостных смесей». В 1958 году совместно с М. А. Стыриковичем пишет монографию «Гидродинамика газожидкостных систем», ставшую первой в мире книгой, обобщившей теоретические и экспериментальные исследования по данной теме.

C 1939 года СКБ завода систематически пользуется консультацией С. C. Кутателадзе по всем вопросам, связанным с теплообменом. Необходимо сказать, что в результате этой связи С. С. Кутателадзе пользуется у завода безусловным доверием как крупный теоретик, прекрасный экспериментатор и человек с высоким чувством ответственности— А. Старостенко, Главный конструктор Кировского завода
Преподавал в Военно-морской академии им. А. Н. Крылова.

### Сибирское отделение АН СССР
В 1959 году переходит на работу в Сибирское отделение АН СССР. Один из создателей Института теплофизики, впоследствии названного в его честь. С 1964 по 1986 год — директор института.
С 1962 года — профессор, а затем заведующий кафедрой теплофизики Новосибирского государственного университета.
В Сибири совместно с А. И. Леонтьевым (впоследствии академиком РАН) разработал теорию относительных предельных законов турбулентного пограничного слоя сжимаемого газа.
Под руководством Кутателадзе была построена первая в мире геотермальная установка на фреоне в посёлке Паратунка на Камчатке.
Совместно с В. Е. Накоряковым (впоследствии академиком РАН) исследовал тепломассообмен и волны в газожидкостных системах.
Автор ряда работ по теории подобия и размерности, развивающих идеи М. В. Кирпичёва и А. А. Гухмана, в том числе монографии «Анализ подобия и физические модели». Предложил гидродинамическую теорию кризисов кипения, известную также как «теория прогара» (англ. Kutateladze's burnout theory).
Похоронен на Южном (Чербузинском) кладбище в Новосибирске.

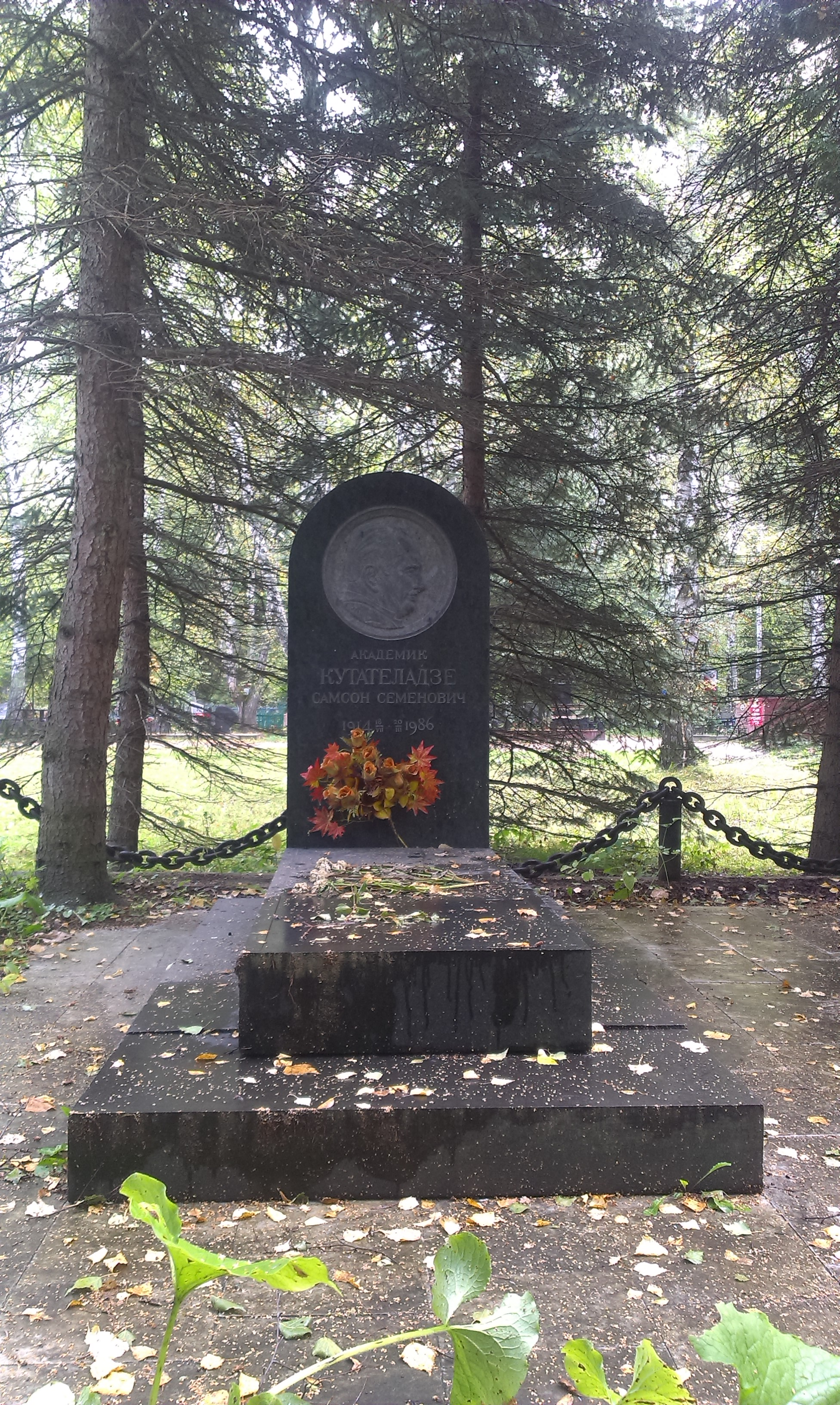
Могила на Южном кладбище

## Награды и звания
- За большие заслуги в развитии науки и в связи с 70-летием Кутателадзе Самсону Семёновичу Указом Президиума Верховного Совета СССР от 18 июля 1984 года присвоено звание Героя Социалистического Труда с вручением ордена Ленина и золотой медали «Серп и Молот».
- Лауреат Государственных премий СССР (1983) и РСФСР (1988, посмертно), премии И. И. Ползунова АН СССР (1976), международная Премия имени Макса Джейкоба (1969).
- Награждён тремя орденами Ленина (1967, 1982, 1984), орденами Октябрьской Революции (1974), Отечественной войны 1-й степени (1985), Трудового Красного Знамени (1954), «Знак Почёта» (1957), а также медалями, среди которых «За оборону Советского Заполярья»[4], «За доблестный труд».

## Известные адреса
- Ленинград, Большой проспект (ПС), д. 74, кв. 83
- Новосибирск, Золотодолинская улица, д. 9

## Память

Бюст Кутателадзе в ИТ СО РАН

- После смерти учёного учреждена премия имени С. С. Кутателадзе для молодых учёных Сибирского отделения РАН.
- Его именем названа улица в Новосибирском Академгородке.
- В честь Кутателадзе установлены мемориальные доски в Санкт-Петербурге (на здании Центрального котлотурбинного института имени И. П. Ползунова, в котором он работал) и в Новосибирске (на здании возглавлявшегося им института, носящего теперь его имя).
- В честь Кутателадзе назван критерий подобия.

## Семья
- Жена — Лидия Степановна
- Дочь — Елизавета Кутателадзе
- Сын — Семён Самсонович Кутателадзе, математик[5], работает в Институте математики СО РАН в Новосибирске
- Внучка — Александра Семёновна Кутателадзе
- Внучка — Екатерина Семёновна Кутателадзе
- Правнук — Самсон Павлович Кутателадзе
- Правнучка — Елизавета Андреевна Кутателадзе